# Kvačany, Prešov
Kvačany este o comună slovacă, aflată în districtul Prešov din regiunea Prešov. Localitatea se află la altitudinea de 389 m deasupra n.m., se întinde pe o suprafață de 5,12 km2 și în 2017 număra 291 de locuitori. Se învecinează cu comuna Bajerov.

## Istoric
Localitatea Kvačany este atestată documentar din 1626.

## Demografie
| An:                | 1994 | 2004 | 2014 | 2024   |
| ------------------ | ---- | ---- | ---- | ------ |
| Număr de persoane: | 250  | 245  | 294  | 292    |
| Diferență:         |      | −2%  | +20% | −0,68% |

| An:                | 2023 | 2024   |
| ------------------ | ---- | ------ |
| Număr de persoane: | 284  | 292    |
| Diferență:         |      | +2,81% |